# UCI ProSeries 2025
UCI ProSeries 2025 bude šestou sezónou UCI ProSeries, druhé divize silničních cyklistických závodů. Kalendář zahrnuje 57 závodů, z nichž 35 bude jednodenních (1.Pro) a 22 etapových (2.Pro). 51 závodů se bude konat v Evropě, pět v Asii a jeden ve Spojených státech amerických.

## Závody
| Závod                           | Datum                  | Vítěz                            | Tým                             | Ref |
| ------------------------------- | ---------------------- | -------------------------------- | ------------------------------- | --- |
| Volta a la Comunitat Valenciana | 5. – 9. února          | Santiago Buitrago (COL)          | Team Bahrain Victorious         |     |
| Kolem Ománu                     | 8. – 12. února         | Adam Yates (GBR)                 | UAE Team Emirates XRG           |     |
| Clásica de Almería              | 16. února              | Milan Fretin (BEL)               | Cofidis                         |     |
| Figueira Champions Classic      | 16. února              | António Morgado (POR)            | UAE Team Emirates XRG           |     |
| Vuelta a Andalucía              | 19. – 23. února        | Pavel Sivakov (FRA)              | UAE Team Emirates XRG           |     |
| Volta ao Algarve                | 19. – 23. února        | Jonas Vingegaard (DEN)           | Visma–Lease a Bike              |     |
| Faun-Ardèche Classic            | 1. března              | Romain Grégoire (FRA)            | Groupama–FDJ                    |     |
| La Drôme Classic                | 2. března              | Juan Ayuso (ESP)                 | UAE Team Emirates XRG           |     |
| Kuurne–Brusel–Kuurne            | 2. března              | Jasper Philipsen (BEL)           | Alpecin–Deceuninck              |     |
| Trofeo Laigueglia               | 5. března              | Juan Ayuso (ESP)                 | UAE Team Emirates XRG           |     |
| Milán–Turín                     | 19. března             | Isaac del Toro (MEX)             | UAE Team Emirates XRG           |     |
| Nokere Koerse                   | 19. března             | Nils Eekhoff (NED)               | Team Picnic PostNL              |     |
| Grand Prix de Denain            | 20. března             | Matthew Brennan (GBR)            | Visma–Lease a Bike              |     |
| Bredene Koksijde Classic        | 12. března             | Edward Theuns (BEL)              | Lidl–Trek                       |     |
| GP Miguel Indurain              | 5. dubna               | Thibau Nys (BEL)                 | Lidl–Trek                       |     |
| Tour of Hainan                  | 7. – 11. dubna         | Kyrylo Tsarenko (UKR)            | Team Solution Tech–Vini Fantini |     |
| Scheldeprijs                    | 9. dubna               | Tim Merlier (BEL)                | Soudal–Quick-Step               |     |
| Brabantský šíp                  | 18. dubna              | Remco Evenepoel (BEL)            | Soudal–Quick-Step               |     |
| Tour of the Alps                | 21. – 25. dubna        | Michael Storer (AUS)             | Tudor Pro Cycling Team          |     |
| Kolem Turecka                   | 27. dubna – 4. května  | Wout Poels (NED)                 | XDS Astana Team                 |     |
| Grand Prix du Morbihan          | 10. května             | Benoît Cosnefroy (FRA)           | Decathlon–AG2R La Mondiale      |     |
| Tro-Bro Léon                    | 11. května             | Bastien Tronchon (FRA)           | Decathlon–AG2R La Mondiale      |     |
| Classique Dunkerque             | 13. května             | Pascal Ackermann (GER)           | Israel–Premier Tech             |     |
| Tour de Hongrie                 | 14. – 18. května       | Harold Martín López (ECU)        | XDS Astana Team                 |     |
| Čtyři dny v Dunkerku            | 14. – 18. května       | Samuel Watson (GBR)              | Ineos Grenadiers                |     |
| Kolem Norska                    | 29. května – 1. června | Matthew Brennan (GBR)            | Visma–Lease a Bike              |     |
| Boucles de la Mayenne           | 29. května – 1. června | Aaron Gate (NZL)                 | XDS Astana Team                 |     |
| Kolem Slovinska                 | 4. – 6. června         | Anders Halland Johannessen (NOR) | Uno-X Mobility                  |     |
| Brussels Cycling Classic        | 8. června              | Tim Merlier (BEL)                | Soudal–Quick-Step               |     |
| Dwars door het Hageland         | 14. června             | Paul Magnier (FRA)               | Soudal–Quick-Step               |     |
| CIC - Mont Ventoux              | 17. června             | Nejelo se                        | Nejelo se                       |     |
| Kolem Belgie                    | 18 – 22. června        | Filippo Baroncini (ITA)          | UAE Team Emirates XRG           |     |
| Kolem jezera Čching-chaj        | 6. – 13. července      | Henok Mulubrhan (ERI)            | XDS Astana Team                 |     |
| Tour de Wallonie                | 26. – 30. července     | Corbin Strong (NZL)              | Israel–Premier Tech             |     |
| Vuelta a Burgos                 | 5. – 9. srpna          | Isaac del Toro (MEX)             | UAE Team Emirates XRG           |     |
| Arctic Race of Norway           | 7. – 10. srpna         | Corbin Strong (NZL)              | Israel–Premier Tech             |     |
| Danmark Rundt                   | 12. – 16. srpna        | Mads Pedersen (DEN)              | Lidl–Trek                       |     |
| Circuit Franco–Belge            | 15. srpna              | Jonas Abrahamsen (NOR)           | Uno-X Mobility                  |     |
| Deutschland Tour                | 20. – 24. srpna        |                                  |                                 |     |
| Tour of Britain                 | 2. – 7. září           |                                  |                                 |     |
| Maryland Cycling Classic        | 6. září                |                                  |                                 |     |
| GP Industria & Artigianato      | 7. září                |                                  |                                 |     |
| Coppa Sabatini                  | 11. září               |                                  |                                 |     |
| Grand Prix de Fourmies          | 14. září               |                                  |                                 |     |
| Grand Prix de Wallonie          | 17. září               |                                  |                                 |     |
| Tour de Luxembourg              | 17. – 21. září         |                                  |                                 |     |
| SUPER 8 Classic                 | 20. září               |                                  |                                 |     |
| Tour de Langkawi                | 28. září – 5. října    |                                  |                                 |     |
| Münsterland Giro                | 3. října               |                                  |                                 |     |
| Giro dell'Emilia                | 4. října               |                                  |                                 |     |
| Coppa Bernocchi                 | 6. října               |                                  |                                 |     |
| Tre Valli Varesine              | 7. října               |                                  |                                 |     |
| Gran Piemonte                   | 9. října               |                                  |                                 |     |
| Paříž–Tours                     | 12. října              |                                  |                                 |     |
| Giro del Veneto                 | 15. října              |                                  |                                 |     |
| Veneto Classic                  | 19. října              |                                  |                                 |     |
| Japan Cup                       | 19. října              |                                  |                                 |     |